# Misericordia University
La Misericordia University è un'università privata di indirizzo cattolico con sede a Dallas, nello stato americano della Pennsylvania.
Il College Misericordia fu aperto il 15 settembre 1924 dalle suore della misericordia. Il 24 agosto 2007 il college prese il nome di Misericordia University.